# 比留基 (白采爾克瓦區)
49°43′53″N 30°17′14″E / 49.73139°N 30.28722°E
比留基（烏克蘭語：Бирюки）是位於烏克蘭北部的村莊，由基辅州白采爾克瓦區的羅基特內市鎮負責管轄。該村始建於十一世紀，面積20平方公里，海拔高度173米，2001年人口657，人口密度每平方公里32.9人。